# Angkor Chum
Angkor Chum är ett distrikt i Kambodja.   Det ligger i provinsen Siem Reap, i den nordvästra delen av landet, 270 km nordväst om huvudstaden Phnom Penh.